# Новый Волчинец
Новый Волчинец (укр. Новий Вовчинець) — село в Глыбокской поселковой общине Черновицкого района Черновицкой области Украины.
До 2020 года входило в Глыбокский район
Население по переписи 2001 года составляло 330 человек. Почтовый индекс — 60444. Телефонный код — 3734. Код КОАТУУ — 7321088202.

## Нововолчинецкий УВК
В состав комплекса входят детский сад и начальная школа (1-4классы). Директор Ткачук Наталья Васильевна.

## Церковь святого пророка Ильи
Церковь ПЦУ. Настоятель о. Роман Гаврылюк.